# フランスの教育

フランスの学校制度

フランスの教育（フランスのきょういく）は中央集権制度であり、教育はフランス教育省に帰属する教育施設により行われる。フランスでは公教育が国の責務とされる。3-16歳までの学業が義務教育である。ただし、日本で保護者が就学義務を負うのとは異なって、フランスでは教育を受けることは「子どもの義務」ともされる。また、家庭教育も認められている。

## 国家が負う公教育の義務

### 革命期の公教育思想
フランスでは、公教育が国の責務であるという原則がある。そこにいたるためにフランス革命期の公教育論が発展した。当時、教育は啓蒙の精神を広めるものとしての重要性を持っていた。求められたのは、国民に与えられた主権を行使できる状態に国民全体を高める新しい教育計画であった。ラボー・サン＝テチエンヌは、「革命を行い、隷属の鎖を断ち切ったのは知性であること、人間には無限の自己完成能力があること、人間の完成は彼が獲得する知識にかかっていること、人々が啓蒙されるほど政体もより完全なものに近づくこと、人々は啓蒙されるほど自由の価値を知り、自由を保持することができるようになること、知識が全員の手の届くものになればなるほど、それだけいっそう人々のあいだの平等が維持されること」として、良い教育計画が必要であると主張した。
1791年憲法第一編で次のように謳われた。
1791年憲法は翌1792年に破綻したが、この規定はフランス憲法の変遷で変化しながら、維持されていった。
フランス革命の混乱のなか、さまざまな教育機関の試行錯誤が行われたが、国庫と公教育にかかる費用の不均衡を解決する必要があった。そのなかで、小学校が子どもに社会で必要な基本的な道徳や能力を身につけさせるための重要な役割を担うことが確認された。また、批判精神を成長させるとともに産業を促進させる科学・技術教育の強化が訴えられた。この時代の教育論のなかでとりわけ鋭く対立したのは、理性にもとづいて知的な公教育を主張する立場と祖国愛にもとづいて国民の徳育を主張する立場であった。理性にもとづく知育はエリートに好意的な教育論になり、祖国愛を育成する徳育は民衆に好意的な教育論になった。啓蒙の精神を全員に広めるという理想と実際的な教育の不平等という問題がたびたび上がることになったが、最終的には労働者階級の教育と学識者階級の教育のそれぞれが国家の繁栄のためには必要なものであるという意見に収斂した。フランス革命中の1794年にエリート養成機関であるエコール・ポリテクニークや高等師範学校や国立工芸院が作られ、18世紀にはグランゼコールが設立された。
フランスは革命で社会紐帯や中間団体を破壊し個人を解放したため、それに代わる統合原理を国が提供しなければならないとされた。こうして、フランスにおいては公教育を代表とする公共サービス(公役務)が信頼され、「公共サービスがある自由を制限するのは、より優越的な他の権利・自由を擁護推進するためである」と了解されているという。

### ライシテ（世俗化・政教分離原則）
公共教育大臣を務めたジュール・フェリーは、私学による学位授与の禁止（1880年3月12日）や無許可の宗教団体の解散（1880年3月29日）を講じた。1880年9月に首相となったフェリーは、初等教育の無償化(1881年6月16日）、1882年3月28日にはライシテ（政教分離原則または世俗化）)と教育の義務化を規定した初等教育組織法（フェリー法）。1886年10月30日の「ゴブレ法」では、第17条で公立学校の教師はライック（世俗的・非宗教的）であることが義務化され、同時に、宗教教育を排して道徳・公民教育が導入された。

### 現在
フランス第四共和国憲法（1946年）の前文13段落目に次のように謳われている。
この条文は、現在の第五共和政下のフランス共和国憲法(1958-)においても継承されている。
フランスの公教育制度は、国家により提供され、中央集権化され、単一化された。全ての市民に対し保障しているという点については、教育者への機会も同様に保障されている。

## 教育を受ける権利と教育を受ける義務
1882年初等教育義務法第4条。1959年義務教育延長法で教育を受けることは子どもの義務とされた。
子どもの教育を受ける権利は、憲法では明文化されていなかったが、1989年新教育基本法（ジョスパン法）第1条で「教育への権利」が国民に保障されると規定された。
1999年3月23日付の「家庭あるいは国との契約外の私立教育機関において教育を受ける子どもに要求される知識の内容に関する政令」では、フランス語、算数、外国語、文学、フランスと世界の歴史と地理、生命と物質に関する科学と技術、芸術教養、スポーツ教養の習得が「子どもの義務」とされる。さらに、質問作成能力、観察、測定、データ分析による合理的解決能力、自己抑制能力などの習得も義務とされ、家庭教育の水準は学校教育と同程度でなければならない。

## 義務違反への罰則
一方、親の義務違反に対しては、1年から5年の公民権停止、並びに私法上家族法上の権利の停止(1882年法第12条)、家族手当の支給停止あるいは禁止(1959年法第5条)などの罰則があるが、1999年以降、罰則が強化された。
家庭教育を届出なかった場合、従来1000フラン以下の罰金であったが、1998年法第6条で1万フランの罰金とされた。また、大学区視学官による監督の結果、家庭教育が不適切で、就学催告を受けたにもかかわらず、正当な理由なく就学を拒否する場合、これまで1000フランの罰金であったのに対し、1998年法第5条で、6ヶ月以内の拘禁刑及び5万フランの罰金と刑罰が重くされた。さらに、子どもが全く教育を受けていないことが判明した場合は、刑法第227-17条「正当な理由なく、父母等がその法律上の義務を免れ、子どもの健康、安全、素行又は教育を著しく危うくしたときは、2年の拘禁刑及び20万フランの罰金を処する」が適用され、検察に連絡される。
1998年12月8日下院報告書には、こうした措置は、フランス国内で60万人を超えるセクト (新宗教やカルト)対策であったと書かれている。それ以前、1997年6月26日の義務教育強化法案ではセクトに対して「国は必要なあらゆる措置を講じて戦わなけれぼならない」と宣言され、「教育義務 (l'obligation d'instnlction)は就学義務 (l'obligation de scolarite)である」と就学義務制が採られた。セクトが「重大な放任主義」と断罪されるのは、その「教育」が子どもの「良心の自由」や「批判精神」「自主的な判断力」の育成を阻むものであるからとされた。フランス憲法院はフランス憲法が「正常な家庭生活を営む権利」を定めていると確認しており、セクトが民主社会の価値への脅威となり、虐待、性的暴力、洗脳 (endoctrinement)が行われている場合は、国の家庭への介入が正当化される。

## 教育の自由の原則
1977年11月の憲法院の判断により、教育の自由が原則とされた。これにより、公立学校、私立学校の選択、家庭教育も選択できることが認められた。ただし、「教育を受けないままでいることを選択する自由」はない。

## 所管
フランスでは教育制度や運営については、国民教育省に委ねられている。国民教育省は、幼稚園（2歳）から高等教育まで教育制度の組織一連の責任を担う。ただし、他の省庁（特に農業省）が教育省の業務を補っており、教育省以外の省庁も学位を認可する権限がある（たとえばCAPAは農務省所管）。教育行政は、全国を分割した教育区（académie）を単位として行われる。
しかしながら、1982年・1983年および2003年・2004年の地方分権の法律では、いくつかの所轄が限定つきではあるが主な管轄先である行政区画に移転された。

## 中等教育まで
| École maternelle (幼稚園) |                                  |             |
| 年齢                      | 学年                             | 略称        |
| 3 -> 4                    | Petite section                   | PS          |
| 4 -> 5                    | Moyenne section                  | MS          |
| 5 -> 6                    | Grande section                   | GS          |
| École primaire (小学校)   |                                  |             |
| 6 -> 7                    | Cours préparatoire               | CP / 11ème  |
| 7 -> 8                    | Cours élémentaire première année | CE1 / 10ème |
| 8 -> 9                    | Cours élémentaire deuxième année | CE2 / 9ème  |
| 9 -> 10                   | Cours moyen première année       | CM1 / 8ème  |
| 10 -> 11                  | Cours moyen deuxième année       | CM2 / 7ème  |
| Collège (中学校)          |                                  |             |
| 11 -> 12                  | Sixième                          | 6e          |
| 12 -> 13                  | Cinquième                        | 5e          |
| 13 -> 14                  | Quatrième                        | 4e          |
| 14 -> 15                  | Troisième                        | 3e          |
| Lycée (高校)              |                                  |             |
| 15 -> 16                  | Seconde                          | 2de         |
| 16 -> 17                  | Première                         | 1ere        |
| 17 -> 18                  | Terminale                        | Term / Tle  |

フランス教育法典において、3-16歳までの教育は義務であり、かつ無償であると定められている。中等教育についても公立校であれば無償と定められている。

### 初等教育
小学校では、「卒業するまでにすべての子供が、自分が頭で考えていることを相手に正確に分かりやすく説明することができる基礎的コミュニケーション能力を身につける」という国語教育が最重要の教育目標になっている。

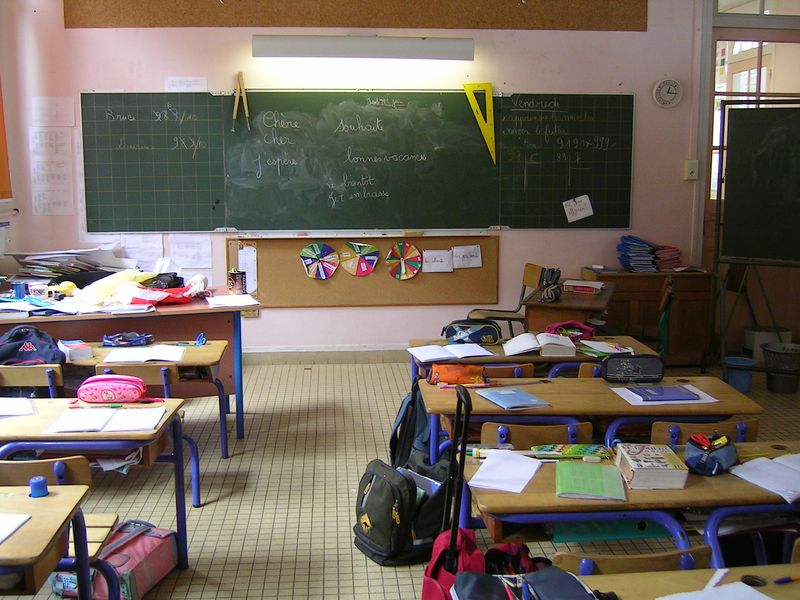
フランスの小学校

### 中等教育
フランスの中等教育は、以下の2段階に分かれる。
- 前期中等教育 - コレージュ（4年間、中学校相当）
- 後期中等教育 - リセ（3年間、高校相当）

コレージュ修了者には「Diplôme national du brevet; DNB（国家ディプロマ）」が付与され、これは学生が初めて手にする公式ディプロマである。
リセでは、大学への進学希望者は普通/技術バカロレア（英国のAレベル類似）取得を、その他の者は職業適性証（CAP）取得などを目指すこととなる。CAP取得者はさらに2年間の教育を得て職業バカロレア（Baccalauréat professionnel）の取得を目指すこともできる。
日本の名門高校は公立に限らず、私立校も多くあるが、フランスの名門校は、パリのリセ・ルイ＝ル＝グラン、アンリ4世校、リセ・コンドルセ、リセ・フェヌロンなどいずれも公立のリセである。
名門リセに入るには、入試はないものの、よい成績をとらなければならないし、その校区に住む必要があるが、フランスでは富裕層の居住地域と貧困層の居住地域とが日本よりも進んでおり、学校格差は日本よりも大きいともいえる。なお、フランスでは、塾は少なく、親が子供の勉強をみる。

## 高等教育
| 一般大学       | 45.0% |
| IUT            | 10.6% |
| STS            | 25.0% |
| CPGE           | 9.4%  |
| グランゼコール | 5.4%  |
| 各種専門学校   | 4.7%  |

|                  | 学部  | 大学院 |
| ---------------- | ----- | ------ |
| 人文芸術         | 31.8% | 28.4%  |
| 法経など         | 27.1% | 26.5%  |
| 理・工・農       | 16.5% | 20.0%  |
| 医・歯・薬・保健 | 7.8%  | 23.7%  |
| その他           | 16.8% | 1.4%   |

高等教育キャリア

18歳の年齢時点で、人口の41%は高等教育に進学している（2010年）。国立大学であれば入学料・授業料は無料であるが、別途として政令で定める年間学籍登録料（2010年では174ユーロ）が必要。

### 高等技術部
高等技術部（Section de technicien supérieur; STS）はバカロレア取得者を対象とした2年制の技術教育で、多くはリセの付属コースである。修了時には上級技術者免状（BTS）ディプロマを付与する。

### 技術大学
技術大学（Institut universitaire de technologie; IUT）は2年制の職業大学。技術大学ディプロマ（DUT）を付与し、卒業後は労働市場に入る。

### 一般大学
一般大学（Université）では、学士号（3年課程）、修士号（さらに2年課程）、博士号（さらに3年課程）を付与する。
フランスの大学では、日本のように多額の授業料がかかることなく、医師、薬剤師、弁護士資格などの資格を取得することができる。

### グランゼコール
グランゼコール（Grandes écoles）は、中等教育修了後にグランゼコール準備級（CPGE, 予科）を修了した者を対象として、高度専門職業人を養成する高等職業教育（ISCED-6レベル）を行う。修了時にはグランゼコール修了証明書が発行される。
公立CPGEであれば学費は無償である。

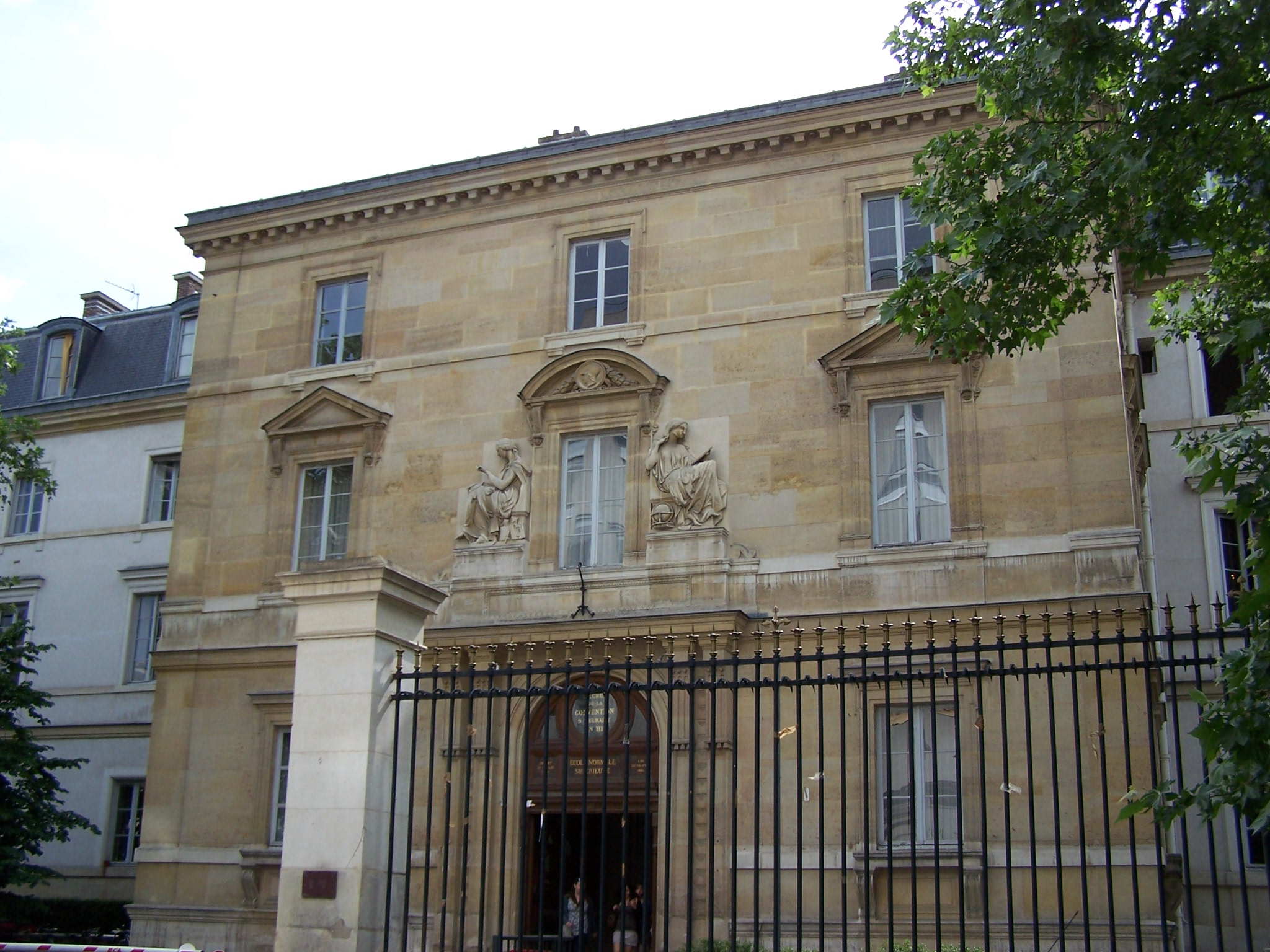
高等師範学校 (ENS)
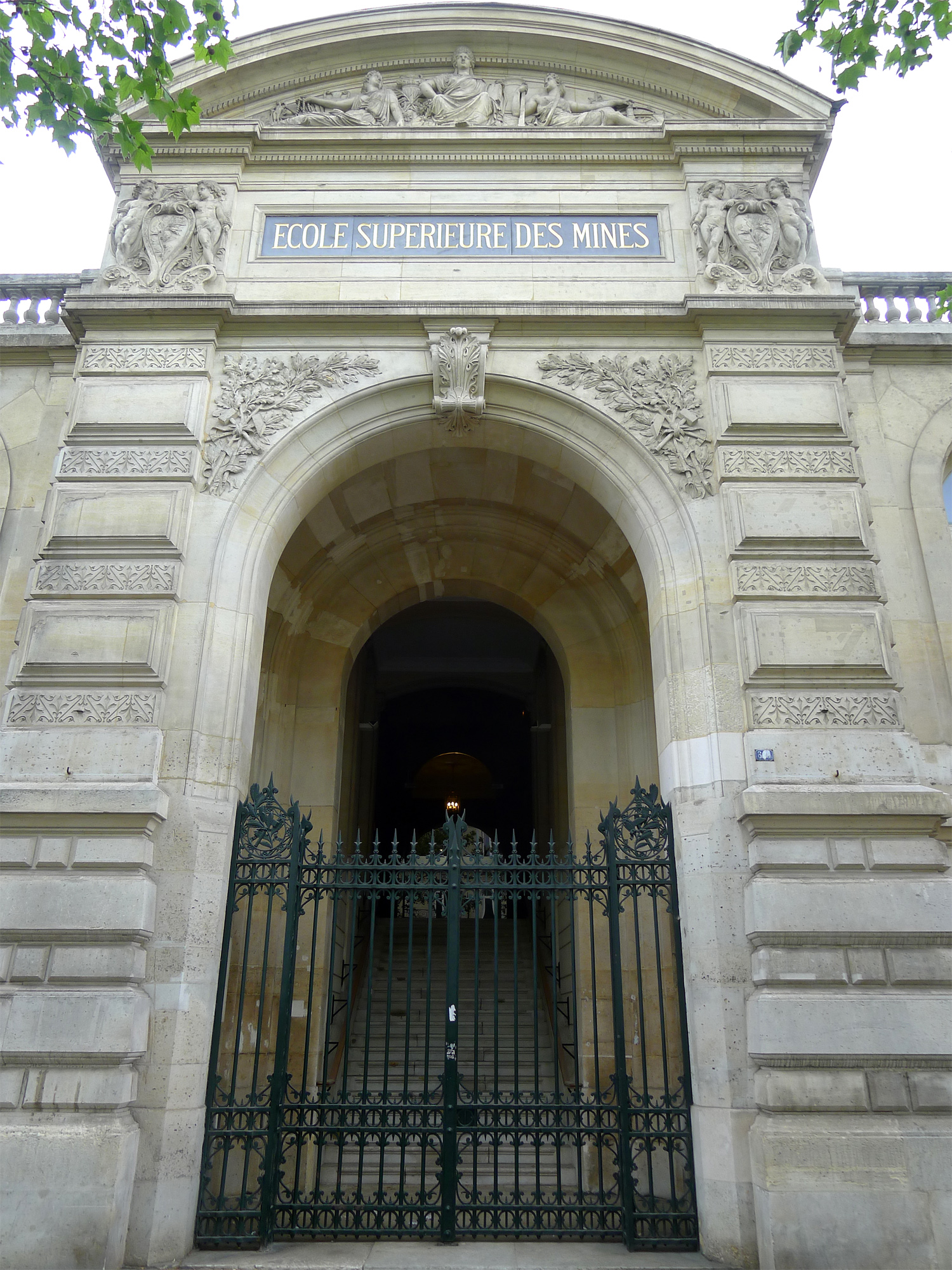
パリ国立高等鉱業学校

## 財政

### 奨学金
| 前期中等教育  | 前期中等教育 | 後期中等教育     | 後期中等教育 | 高等教育       | 高等教育 |
| ------------- | ------------ | ---------------- | ------------ | -------------- | -------- |
| コレージュ    | 24.2%        | 普通リセ(公・私) | 15.2%        | 国立大学       | 33.8%    |
|               |              | 技術リセ(公・私) | 24.3%        | CPGE（公・私） | 25.7%    |
| STS（公・私） | 44.1%        | 職業リセ(公・私) | 32.0%        |                |          |
|               |              | グランセコール   | n/a          |                |          |

奨学金の実施主体は国。

## 統計
フランスの児童、生徒および学生は1,500万人にのぼる。つまり、総人口の約1/4が学業に専念していることになる。生徒一人あたりの年間教育支出（R&D関連を除く）は10,309米ドル（PPP調整）で、EU平均の8,334米ドルと比較される。フランスの国内総生産に占める教育支出の割合は6.3%（うち公費が5.8%）となっている（EU平均は6.0%、うち公費が5.5%、個人負担が0.5%）。
第3期の教育を受けている割合は、労働年齢人口においては30%であり、971万人に相当する。大学への入学は、一部のいわゆるエリート大学やグランゼコールを除いて、バカロレアに合格すればできるが、進級認定はきわめて厳格になされる。このため大学入学時、教授に「恋愛か勉強か選びなさい」と言われるという逸話があるほど勉強しなければ進級できない。
2011年のOECD報告書では、フランス労働年齢人口（25-64歳）の教育修了率は、第3期の教育が39%、 後期中等教育までが31%、前期中等教育までが18%、初等教育のみが11%であった。この調査に従えばバカロレア保持者は全体人口の4割以下であり、また10人に3人が義務教育しか受けていないことになる。2018年3月27日、フランス政府は2019年度から義務教育の開始年齢を現行の6歳から3歳に引き下げると発表した。

## 国家資格フレームワーク
フランス国家資格フレームワークは欧州資格フレームワークとの互換性が担保されている。 フランスで付与されるディプロマの種類は50種類を超え、フランス職人資格国家委員会が所管している。それら資格のデータベースとしてRNCPが存在する。

## 課題
フランスの公立学校では、10人に1人はいじめの被害にあっているという統計があり、いじめは大きな社会問題になっている。しかし、フランスは他のヨーロッパ諸国よりいじめ対策が遅れているとされる。